# Abraham Storck

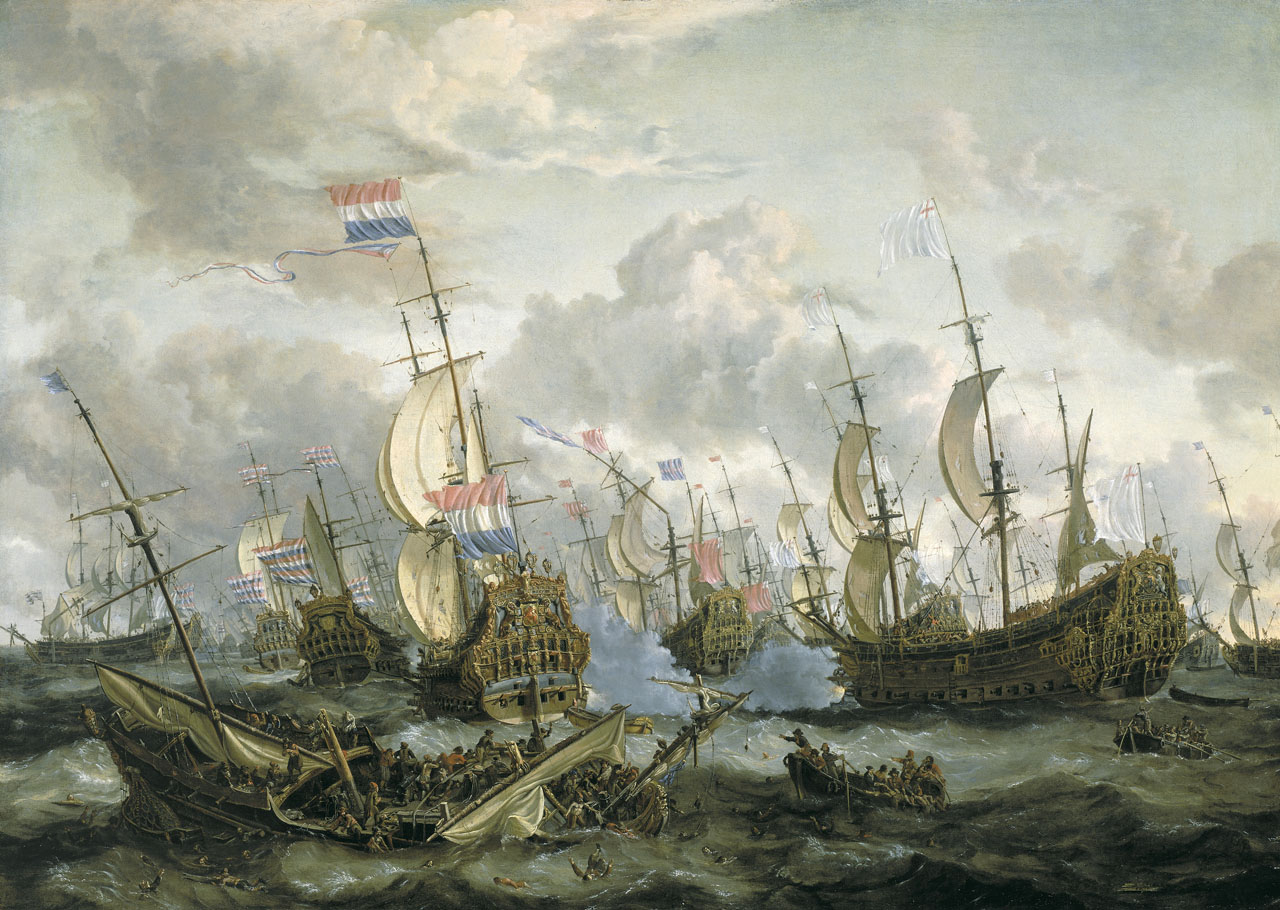
La Batalla de los Cuatro Días, 1666, cuadro de Abraham Storck.

Abraham Storck (o Sturckenburch) (bautizado el 17 de abril de 1644 en Ámsterdam - enterrado el 8 de abril de 1708, en Ámsterdam) fue un pintor paisajista y de marinas neerlandés de la época barroca.
Storck provenía de una familia de pintores del mismo nombre. Tenía un taller de pintor en Ámsterdam que producía escenas navales y de bahía así como pinturas de paisaje. Recibió la influencia de los dos Willem van de Velde (el Viejo y el Joven) así como de Jan Abrahamsz Beerstraten. 